# Станіславув (Ченстоховський повіт)
Станіславув (пол. Stanisławów) — село в Польщі, у гміні Пширув Ченстоховського повіту Сілезького воєводства.
Населення — 86 осіб (2011).
У 1975-1998 роках село належало до Ченстоховського воєводства.

## Демографія
Демографічна структура станом на 31 березня 2011 року:
|          | Загалом | Допрацездатний вік | Працездатний вік | Постпрацездатний вік |
| -------- | ------- | ------------------ | ---------------- | -------------------- |
| Чоловіки | 44      | 9                  | 26               | 9                    |
| Жінки    | 42      | 6                  | 21               | 15                   |
| Разом    | 86      | 15                 | 47               | 24                   |